# Dyers Crossing
Dyers Crossing är en ort i Australien. Den ligger i kommunen Greater Taree och delstaten New South Wales, i den sydöstra delen av landet, omkring 220 kilometer nordost om delstatshuvudstaden Sydney. Orten hade 346 invånare år 2021.